# Yaowapa Boorapolchai
Yaowapa Boorapolchai (n. 6 septembrie 1984, Bangkok, Thailanda) este o scrimeră ce a reprezentat Thailanda, medaliată olimpică. A participat la o ediție a Jocurilor Olimpice (2004) în care a câștigat o medalie de bronz.